# 2001年日本航空班機空中接近事故

JAL907班机座位图

日本航空907號班機（JA8904）在事發後3個月換成新的塗裝

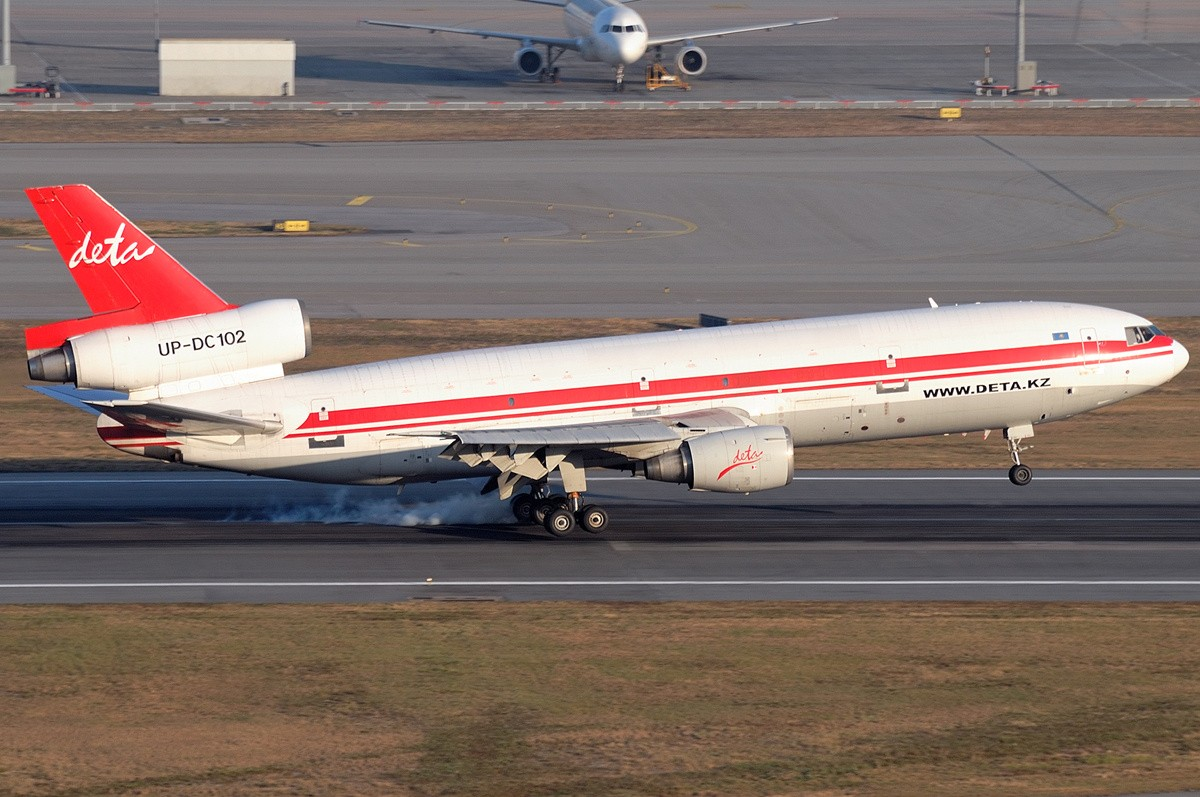
改為貨機後的涉事DC-10

2001年日本航空航機空中接近事故發生在2001年1月31日，兩架均隸屬於日本航空的航機在靜岡縣燒津市駿河灣上空出現空中接近的危險情況。兩機在最後一刻作出迴避動作，避免了相撞。但事故造成907號班機上100人受傷，其中9人重伤；958號班機則無人受伤。調查後確定事件是由航空交通管制人員出現人為錯誤引起的。日本方面稱此事為「日本航空機駿河湾上空空中接近事故」（日本航空機駿河湾上空ニアミス事故）。

## 事件經過
2001年1月31日下午3時36分，日本航空907號班機（波音747-400D客機，機身編號JA8904）載著411名乘客和16名機員，由東京國際機場起飛前往那霸機場。907號班機起飛後順利飛到靜岡縣燒津市駿河灣上空，並獲管制員批准爬升到37,000呎。
同一時間，日本航空958號班機（麥道DC-10-40型客機，機身編號JA8546）正在準備降落成田國際機場。958號班機上載著237名乘客和13名機員，由釜山金海國際機場前往成田國際機場。當時由美國達拉斯-沃斯堡國際機場前往大阪關西國際機場的美國航空157號班機，目擊了事件發生。
下午3時55分，兩航機上的空中防撞系統（TCAS）的警報突然響起。兩航機上的飛行員面對防撞系統及管制員相反的指示，採取了不同的應對。907號班機機長遵照航管人員的指示下降，無視防撞系統要航機上升的建議；958號班機機長則按照防撞系統指示下降。結果兩航機的距離並沒有拉開，反而越來越接近。
在千鈞一髮之時，兩航機的機長根據目視判斷而作出迴避動作。907號班機機長決定加大航機的下降度；而958號班機機長則停止下降，並轉為爬升。結果，907號班機在958號班機的機腹下方僅僅掠過，兩航機通過航線交匯點的時候垂直距離為40米，成功避免了相撞。由於兩航機上共載著677人（含機員），若兩機相撞墜毀，將會成為飛航史上死傷最慘重的空難。
但因為907號班機事發時機艙服務員正在向乘客派發飲料，航機突然下降使部分機艙服務員與未扣安全帶的乘客撞向機艙頂部。另外，有部份乘客被翻側的餐車上的熱飲燙傷。本次事故導致907號班機上100人受傷，其中7名乘客和2名機員重傷、另外81名乘客和10名機員輕傷，而機艙內部亦受到輕微損毀。907號班機事後折返，並在下午4時44分緊急降落在東京羽田國際機場。958號班機則無人傷亡，於下午4時32分安全降落在成田國際機場。

## 調查事故原因
事件由國土交通省航空與鐵道事故調查委員會負責調查，並於2002年7月12日發表調查報告。調查委員會認為，事件的起因是東京航空交通管制部受訓中的航空交通管制員向航機下達一連串的錯誤指示。
早在兩航機上的空中防撞系統（TCAS）警報響起前，東京航空交通管制部的管制員（該名受訓的管制員及負責監督的正規管制員）已經在雷達屏幕上發現兩航機有相撞的危險。但當時受訓的管制員正在處理數班經過的航班，並混淆了他們的航機編號；結果原應向958號班機發出的下降指令，最終卻指示了907號班機下降。但當時的飛行安全規例沒有規定防撞系統的建議跟管制員的指示之間的優先權，故907號班機機長需要選擇遵從哪個指示。最終907號班機機長遵從管制員的指示下降。但相應地，受訓的管制員跟監督均忽略了通知958號班機爬升，故958號班機機長按防撞系統的建議下降。這是意外的起端。
過了不久，在兩機飛到航線交匯點前55秒，東京航空交通管制部的系統發出空中接近警報，警告管制員需立即處理兩航機接近的危險。管制員想要發出907號班機上升、958號班機下降的指令，但將「907號班機」誤說成「957號班機」，當時附近空域並沒有957號班機。結果958號班機收到指示後，增加下降度，與907號班機越來越接近。雖然後來管制員發現指令出錯，嘗試修正，但為時已晚。
幸運的是，事發當時能見度高，兩班航機接近時機上均能目視發現對方；故在接近交匯點的時候，兩航機上的機長均發現航機有相撞的危險。結果907號班機機長決定急速下降，而958號班機機長則停止下降並開始上升，兩航機最終順利地通過交匯點。
除了管制人員出錯以外，調查委員會認為，907號班機機長不遵從防撞系統的建議，也是引起這次事故的另一個原因。

## 事故之後
事件當時被傳媒廣泛報導，907號班機機長當時更是受到多方指責。但11日後發生的愛媛丸事件轉移了傳媒的報導焦點，結果對此事的報導也就突然停止了。

### 事故調查
調查報告公佈之後，日本有關方面修訂了飛行安全規例，規定若防撞系統的建議跟航管員的指示有衝突的時候，飛行員須遵從航管員的建議，以避免同樣事件再次發生（之後再配合國際民航組織的規定修改為遵從防撞系統的建議）。
由於兩班航機降落時均已超過座艙語音記錄器的紀錄時限（30分鐘），使調查組不能獲得當時兩航機機組人員的機艙對話紀錄，因此，調查報告也建議國土交通省遵從國際民航組織附約六的修訂，規定2003年1月1日後註冊，最大起飛重量超過5.7公噸的航機需安裝2小時紀錄時限的座艙語音記錄器，並建議1990年1月1日後註冊的同類航機更新座艙語音記錄器至2小時紀錄時限。
此外，也建議飛行數據記錄器增加紀錄防撞裝置的警告，以協助空中相撞空難的調查。在管制員方面，有關當局也強化了對應對類似情況的教育，以期學員在航管中心實地受訓前，已對這種情況有一定的認識，不會出現手忙腳亂的情況。
雖然日本當局高度關注事件，並發函要求國際民航組織跟進該修訂，但可惜的是當時國際民航組織並沒有認真重視這次事件。直到1年半後發生烏伯林根空難，國際民航組織才應日本當局的要求，開始跟進這次事件，並規定除特定情況外，飛行員均須先遵從防撞系統的建議。

### 對管制員的審訊
2003年5月7日，有關當局將當時負責管制的受訓管制員、其教官（監督）及907號班機機長以「業務上過失導致他人受傷」和違反「航空危險行為等處罰法（過失犯）」的罪名移送東京地方監察廳查辦。經調查後，檢察官認為907號班機機長並沒有過失，故沒有刑事責任。而兩名管制員則以「業務上過失導致他人受傷」罪於2004年3月3日被起訴。這是日本史上首宗因為空中接近而追究管制員的刑事責任的案件。結果一審東京地方裁判所宣告兩人無罪釋放，然而檢方不服判決提出上訴。2008年4月11日，東京高等裁判所推翻一審無罪判決，其中受訓管制員被判處一年有期徒刑，緩刑三年；其教官則被判處一年六個月有期徒刑，緩刑三年。

## 註解
1. ↑   (PDF).   [2007-12-21]. （原始内容存档 (PDF)于2015-12-10）.
2. ↑  .   [2007-12-21]. （原始内容存档于2008-01-05）.
3. 1 2  運輸安全委員會－本事故調查報告（第176頁）[]
4. ↑  .   [2007-12-21]. （原始内容存档于2007-09-29）.
5. ↑  .   [2007-12-21]. （原始内容存档于2008-01-05）.
6. ↑  但追究管制員過失的刑事責任則非首次。1960年，日本自衛隊一架F-86戰鬥機因為管制員過早批准起飛而撞向一架全日空25號班機（DC-3客機），導致全日空機上三人死亡。當時的管制員被判「業務上過失導致他人死傷」有罪。
7. ↑  上訴結果 （页面存档备份，存于）－NPJ

## 外部連結
- （日語）Wayback Machine－日本航空907號班機事故新聞稿
- （日語）全日本運輸業工會－日本航空907號班機事故關連